# Безбоязнь
«Безбоязнь», «Онберфрест» (от нидерл. onbevreesd), «Сондерфрес» или «Сундербан» — парусный линейный корабль Азовского флота Российской империи пятого ранга, построенный кумпанством стольника И. Большого-Дашкова, участник Керченского похода 1699 года.
В 1699 году командиром корабля служил капитан Ян Бекман.

## Описание судна
Построенные для Азовского флота корабли, в числе которых был и «Безбоязнь», первоначально были названы баркалонами (от итал. barca longo — длинная барка), однако фактически соответствовали кораблям 5-го класса по принятой в Европе в конце XVII века классификации и в последующие годы во всех документах числились в качестве кораблей. Представляли собой двух- или трехмачтовые корабли с прямым и косыми парусным вооружением, вооружались 26—46 орудиями различного калибра, включавшие двух-, четырёх-, шестифунтовые орудия и дробовики.
Длина корабля по сведениям из различных источников составляла от 35 до 35,1 метра, а ширина — от 7,4 до 7,42 метра. Вооружение судна по сведениям из различных источников могли составлять от 36 до 38 орудий, а экипаж состоял из 120 человек.
Как и все корабли, построенные кумпанствами, отличался несовершенством конструкции и низким качеством выполнения работ по постройке.

## История службы
Линейный корабль «Безбоязнь» был заложен кумпанством стольника И. Большого-Дашкова на Хопёрской верфи и после спуска на воду весной 1699 года вошёл в состав Азовского флота России. Строительство вёл кораблестроитель Юрий Борвут.
В мае 1699 года корабль был переведён с Хопра в Азов. Летом того же года в составе составе эскадры адмирала Ф. А. Головина принимал участие в Керченском походе. 23 июня (3 июля) эскадра вышла из Азова в Таганрог, затем разделилась на два отряда, которые с 5 (15) по 7 (17) августа маневрировали в Таганрогском заливе, а с 14 (24) по 18 (28) августа корабли эскадры ушли в Керчь. 31 августа (10 сентября) 1699 года вместе с другими кораблями эскадры «Безбоязнь» вернулся в Таганрог.
В мае 1700 года корабль перешел в Азов, а в 1703 году — в Таганрог. 
В 1710 году корабль «Безбоязнь» был разобран в Таганроге.

### Комментарии
1. ↑  Англичанин на русской службе, оригинал имени — J. Bekham. В русской транслитерации также встречается вариант Ян Бекгам.
2. ↑  115 футов.
3. ↑  24 фута 5 дюймов.